# Ryków (Łódź)
Pour les articles homonymes, voir Ryków.
Ryków (prononciation [ˈrɨkuf]) est une localité de la gmina de Kutno, du powiat de Kutno, dans la voïvodie de Łódź, située dans le centre de la Pologne.

## Administration
De 1975 à 1998, la localité était attachée administrativement à l'ancienne voïvodie de Płock.

Depuis 1999, elle fait partie de la nouvelle voïvodie de Łódź.